# المتلازمة التالية لتوقف القلب
المتلازمة التالية لتوقف القلب (PCAS) هي حالة التهابية فيزيولوجية مرضية يمكن أن تحدث بعد إنعاش المريض من السكتة القلبية. يواجه الجسم أثناء وجوده في حالة السكتة القلبية حالة فريدة من نقص التروية المعمم. يؤدي نقص التروية هذا إلى تراكم الفضلات الأيضية التي تحرض على إنتاج الوسائط الالتهابية. إذا عادت الدورة الدموية التلقائية (ROSC) بعد الإنعاش القلبي الرئوي، سوف تستأنف الدورة الدموية، ما يؤدي إلى إعادة ضخ الدم بشكل عام والطرح اللاحق لنواتج نقص التروية في جميع أنحاء الجسم. على الرغم من أن المتلازمة التالية لتوقف القلب لها سبب وعواقب فريدة، لكن يمكن اعتبارها في النهاية نوعًا من الإصابة بنقص التروية الشاملة الناجمة عن إعادة ضخ الدم. يعتمد الضرر، وبالتالي تشخيص المتلازمة التالية لتوقف القلب، بشكل عام على طول الفترة الإقفارية للمريض؛ وبالتالي فإن شدة المتلازمة التالية لتوقف القلب ليست موحدة بين المرضى المختلفين.

## الأسباب والآليات
قبل السكتة القلبية، يكون الجسم في حالة من التوازن. يدور الدم الشرياني بشكل مناسب عبر الجسم، ويزود الأنسجة بالأكسجين بينما يجمع الدم الوريدي منتجات الأيض (الاستقلاب) لاستخدامها في مكان آخر و/أو التخلص منها من الجسم. ومع ذلك، أثناء السكتة القلبية، يكون الجسم في حالة توقف الدورة الدموية والرئتين. لم يعد الأكسجين يتم تهويته عن طريق الرئتين، ويتوقف الدم عن الدوران في جميع أنحاء الجسم. ونتيجة لذلك، تبدأ جميع أنسجة الجسم بالدخول في حالة نقص التروية. في هذه الحالة، تبدأ نواتج الاستقلاب، مثل حمض اللاكتيك وثاني أكسيد الكربون، بالتراكم حيث لا يوجد دوران لنقل هذه المنتجات إلى الأعضاء المناسبة. تستمر حالة نقص التروية هذه حتى تتحقق الدورة الدموية التلقائية من خلال الإنعاش القلبي الرئوي، وفي ذلك الوقت، تبدأ إعادة ضخ الدم في جميع أنحاء الجسم. يؤدي ضخه هذا إلى إصابة التهابية من خلال ثلاث آليات متداخلة. تؤدي بعض النواتج الحرة من تلف الميتوكوندريا أولًا، وثانيًا، تنشيط بطانة الأوعية الدموية، إلى إطلاق أنواع الأكسجين التفاعلية (ROS)، التي تبدأ و/أو تؤدي إلى تفاقم الاستجابة الالتهابية الفيزيولوجية المرضية. ثالثًا، يؤدي إعادة ضخ الدم إلى بدء استجابة مناعية والتهابية تؤدي إلى تحرر السيتوكينات المعززة للالتهابات مثل TNFα وIL-6 وIL-8 بالإضافة إلى التنشيط التكميلي (مثل TCC وC3bc). على عكس الأسباب الأخرى لإصابة نقص التروية بسبب إعادة ضخ الدم، مثل زرع الأعضاء، فإن متلازمة ما بعد توقف القلب تنتج عن إعادة ضخ الدم بنقص التروية على المستوى العام، وبالتالي يؤدي إلى تلف شامل للأعضاء.

## العلامات والأعراض
تعتمد شدة المتلازمة التالية لتوقف القلب بشكل كبير على العديد من المتغيرات بما في ذلك: السبب الكامن وراء الاقفار، وطول الفترة الإقفارية، ونوعية الإنعاش القلبي الرئوي المتلقاة، والاحتياطي الفيزيولوجي للمريض. ومع ذلك، تستجيب الأعضاء عمومًا للدورة الإقفارية بطرق يمكن التنبؤ بها، وبالتالي يكون عرض متلازمة تكيس المبايض متوسطًا. ترتبط أعراض متلازمة ما بعد توقف القلب بتأثير الإصابة بنقص التروية وإعادة ضخ الدم على الأنظمة الفردية، على الرغم من وجود مراضة مشتركة كبيرة بين استجابات جميع الأعضاء.

### المخ
كونه متعلق بشدة بانخفاض احتياطات الدم، فإن الدماغ هو العضو الأكثر حساسية لنقص التروية. ونتيجة لذلك، فإن أي قدر من نقص تروية الدماغ، خاصة عندما يطول في حالات السكتة القلبية، يؤدي عادةً إلى إصابة الدماغ. يمكن أن تؤدي الإصابة الشديدة بشكل متزايد إلى عواقب طويلة المدى مثل الخلل المعرفي، والحالة الإنباتية المستمرة، وفي النهاية موت الدماغ. يتعرض الدماغ لإصابة غير ردودة بعد حوالي 20 دقيقة من نقص التروية. حتى بعد استعادة تدفق الدم إلى الدماغ، يمكن أن يعاني المرضى من انخفاض ضغط الدم لساعات وأيام، ونقص الأكسجة في الدم، وضعف التنظيم الذاتي الوعائي الدماغي، وذمة الدماغ، والحمى، وارتفاع السكر في الدم و/أو النوبات التي تزيد من إهانة أنسجة المخ. يتضمن تشخيص إصابة الدماغ الفحص العصبي وتخطيط كهربية الدماغ وتصوير الدماغ و/أو تقييم العلامات الحيوية (مثل S100B وNSE). بالنسبة للسكتة القلبية خارج المستشفى، فإن إصابة الدماغ هي سبب الوفاة لدى معظم المرضى الذين يحصل لديهم عودة دورة الدم التلقائية ولكنهم يموتون في النهاية.

## القلب
يعد القلب ثاني أكثر الأعضاء حساسية لنقص التروية بعد الدماغ. إذا كان سبب السكتة القلبية هو في الأساس أمراض الشريان التاجي، فإن العواقب على القلب قد تشمل مضاعفات احتشاء عضلة القلب. ومع ذلك، إذا كان السبب الأساسي غير تاجي، فإن القلب يصبح بالنتيجة إقفاريًا، وليس سببًا، للتوقف. في هذه الحالة، يحدث مع المتلازمة التالية لتوقف القلب في كثير من الأحيان خلل في عضلة القلب في الساعات الأولى بعد عودة التروية التلقائية. قد يظهر هذا الخلل في عضلة القلب على شكل صدمة قلبية طويلة الأمد، وضغط دم متغير للغاية، وانخفاض في النتاج القلبي و/أو عدم انتظام ضربات القلب. يبدو أن خلل عضلة القلب في المتلازمة التالية لتوقف القلب يبدأ على الفور تقريبًا بعد عودة التروية التلقائية. على عكس أنسجة المخ، تشير الأدلة إلى أن إصابة عضلة القلب تكون عابرة بشكل عام ويمكن أن تتعافى في الغالب خلال 72 ساعة، على الرغم من أن الشفاء الكامل قد يستغرق أشهرًا.

## الرئتين
في حين أن الرئتين يتم أكسجتهما بشكل عام خلال فترة التوقف الإقفاري، إلا أنهما ما يزالان عرضة للضرر الإقفاري. على الرغم من أن نقص التروية ليس هو آلية الإصابة، إلا أن الأدلة تشير إلى أن نقص التروية عبر الأوعية الدموية الرئوية أثناء الحالة الإقفارية يقلل من التدرج السنخي الشرياني ما يخلق مساحة ميتة. يشجع تراكم الأكسجين في الحويصلات الهوائية على إنتاج أنواع الأكسجين التفاعلية ما يؤدي بعد ذلك إلى تلف رئوي. يسبب هذا الضرر الرئوي، إلى جانب الالتهاب الجهازي، متلازمة الضائقة التنفسية الحادة في حوالي 50٪ من عند المرضى الذين عادت لديهم الدورة الدموية التلقائية الذين يعيشون لمدة 48 ساعة على الأقل. قد تنجم مضاعفات الرئة، مثل الكدمة الرئوية والوذمة الرئوية، عن جوانب أخرى من متلازمة تكيس المبايض مثل الإنعاش القلبي الرئوي وخلل البطين الأيسر، على التوالي. أخيرًا، يعد الالتهاب الرئوي من المضاعفات الرئوية الشائعة بسبب آليات متعددة العوامل بما في ذلك: فقدان حماية مجرى الهواء، الارتشاف، والتنبيب في حالات الطوارئ، والتهوية الميكانيكية.